# 航空汽油

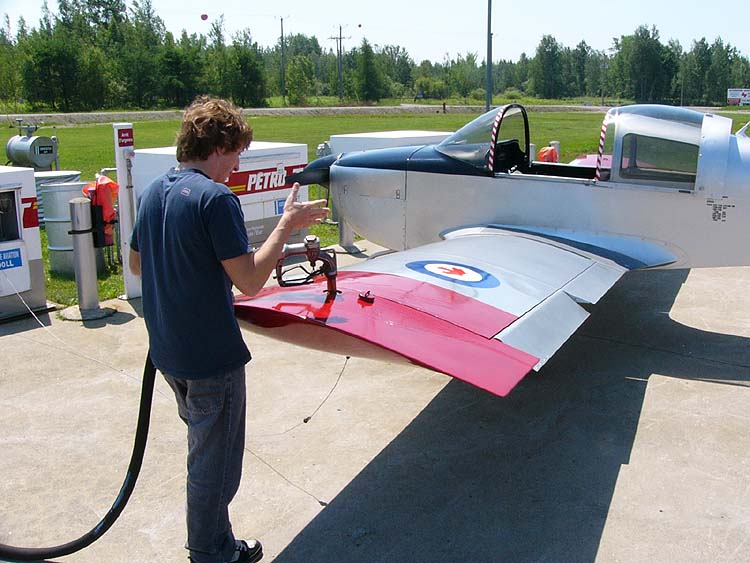
一架正在加航空汽油的格魯曼AA-1

航空汽油（Avgas）是一種用於飛機的高辛烷值燃料，亦曾經使用於賽車中。航空汽油只用於往復式發動機的飛機上，噴氣式飛機和渦輪螺旋槳式飛機則使用航空煤油。

## 航空汽油的性質與種類
航空汽油揮發性比車用汽油低，較不容易汽化。今天的航空汽油與1950年代和1960年代初推出時沒有大分別，石油業直到近期才研發出無鉛航空汽油，此添加物早於1980年代就從車用汽油中消失。
航空汽油以最大含鉛量分為幾個等級。由於四乙基鉛是一種高毒性的添加物，廠商盡可能的只添加最少份量到航空汽油內，所以航空汽油的含鉛量通常都比最大含鉛量為低。
- Avgas 80/87 1加侖最大含鉛量為0.5克，只用於壓縮比非常低的引擎。
- Avgas 100/130 是一種高辛烷值的航空汽油，每加侖最大含鉛量為4克。100LL(Low Lead,低含鉛量)就是用於取代Avgas100/130。
- Avgas 100LL 每加侖最大含鉛量為2克，是現今[何时？]最常用的航空汽油。

在過往，還有其他種類的航空汽油，尤其是軍用的類型，例如Avgas 115/145。航空汽油的辛烷值，一般不能與汽車用汽油比較，因為航空汽油的辛烷值，是以一台完全不同的測試發動機與測試方法來釐訂的。第一個（數值較低的）數字是「貧氣混合氣辛烷值」，而第二個較高的數值，被稱為「富氣混合氣辛烷值」（「貧」與「富」，指的是航空汽油在混合氣中所佔的比例）。相對之下，汽車用汽油的辛烷值，一般是標示成「抗爆震指數」，是以「研究值」與「汽車發動機測試值」兩者取平均而得的。
為方便飛行員分辨不同種類的航空汽油，航空汽油會加入染料。80/87是紅色，100/130是綠色，而100LL是藍色。航空煤油，例如JET A1，本身是無色或草黃色的，而且不加染料。

## 航空汽油與其他燃料的比較
多數通用航空（非商用）用途的飛機發動機，均被設計成使用80/87辛烷值的航空汽油，這個與現今的汽車用汽油的標準相似。飛機發動機使用汽車用汽油的情況，也頗為普遍，一般都會透過「附加型號證明書」（Supplemental Type Certificate, STC）施行。不過，由於多數的活塞式航空發動機，其合金成份通常相當過時，使用汽車用汽油可能會出現發動機氣閥損耗的問題。所幸的是，從飛機發動機使用汽車用汽油的悠久經驗來看，使用汽車用汽油而導致的發動機問題只是少數。一個較大的問題就是汽車用汽油具有較大的容許蒸氣壓範圍，如果飛機發動機的燃料系統沒經過充分的設計，這可能會對部分的飛機構成風險。汽車用汽油若在燃料管道氣化，可能會出現「氣鎖」（管道出現氣泡），令發動機燃料供應中斷。這個問題並非不可解決，但燃料系統就需要詳細檢查，以避免燃料管道受到高溫影響，並確保燃料壓力與流量正常。
除了氣鎖的問題外，汽車用汽油的品質保證並不如航空汽油那麼好。為解決此問題，最近有人開發了82UL航空汽油。這其實是一種汽車用汽油，但具有額外的質素保證，並限制添加劑的使用（例如不含酒精）。
現代航空汽油的最大消耗地區包括北美洲、 澳洲、 巴西與非洲（主要是南非）。
在歐洲，由於航空汽油價格高昂，於是有人嘗試以柴油作為替代品。柴油很常見，價格便宜，而且具有適合航空應用的優點。雖然如此，航空汽油仍然是歐洲最常用的航空燃油種類之一。

## 特性
航空汽油在攝氏十五度時的密度為每美加侖6.02磅，這也是一般飛機重量與重心平衡計算時所用的數值。在攝氏零下四十度時，密度為每美加侖6.40磅。溫度每上升五攝氏度，密度就會減少百分之零點五。

## 外部連結
- https://web.archive.org/web/20061211083934/http://www.eaa.org/education/fuel/ - Experimental Aircraft Association